# Тшцянка (Сувальський повіт)
Тшцянка (пол. Trzcianka) — село в Польщі, у гміні Рутка-Тартак Сувальського повіту Підляського воєводства.
Населення — 39 осіб (2011).
У 1975-1998 роках село належало до Сувальського воєводства.

## Демографія
Демографічна структура станом на 31 березня 2011 року:
|          | Загалом | Допрацездатний вік | Працездатний вік | Постпрацездатний вік |
| -------- | ------- | ------------------ | ---------------- | -------------------- |
| Чоловіки | 24      | 1                  | 20               | 3                    |
| Жінки    | 15      | 1                  | 7                | 7                    |
| Разом    | 39      | 2                  | 27               | 10                   |